# Isotima semirufa
Isotima semirufa är en stekelart som beskrevs av Jonathan 1980. Isotima semirufa ingår i släktet Isotima och familjen brokparasitsteklar. Inga underarter finns listade i Catalogue of Life.